# Hemithrinax ekmaniana
Espèce
Synonymes
- Thrinax ekmaniana (Burret) Borhidi & O.Muñiz[1]

Statut de conservation UICN

 CR B1+2e : 
En danger critique
Hemithrinax ekmaniana est une espèce de plantes de la famille des Arecaceae.

## Publication originale
- Kongliga Svenska Vetenskaps Academiens Handlingar, Ny Följd 6(7): 9. 1929.